# Ємельяновська (Черевковське сільське поселення, 11230822001)
Ємельяновська (рос. Емельяновская) — присілок в Красноборському районі Архангельської області Російської Федерації.
Населення становить 82 особи. Входить до складу муніципального утворення Черевковське сільське поселення.

## Історія
Від 2004 року входить до складу муніципального утворення Черевковське сільське поселення.

## Населення
| 2002 | 2010 |
| ---- | ---- |
| 127  | ↘82  |